# Bokermannohyla ahenea
A Bokermannohyla ahenea a kétéltűek (Amphibia) osztályának békák (Anura) rendjébe és a levelibéka-félék (Hylidae) családjába tartozó faj.

## Előfordulása
A faj Brazília endemikus faja. Természetes élőhelye szubtrópusi vagy trópusi nedves hegyvidéki erdők. A fajt élőhelyének elvesztése fenyegeti.